# Pomponije Mela
Pomponije Mela (Pomponius Mela, Tingentera (Algeciras) ? — 45. n. e.) je bio rimski geograf i kosmograf, rodom iz južne Španije, poznat kao autor dela u tri knjige pod nazivom „Opis zemlje” (lat. De orbis situ libri III)  u kome  je opisao svet tada poznat Rimljanima s početka 1. veka n. e.

## Život i delo
O njegovom životu se zna vrlo malo, a knjiga - koja je kasnije poslužila kao jedan od izvora Pliniju Starijem za njegovu Historiju Naturalis, je prema nekim pretpostavkama napisana oko 43. godine kada je car Klaudije pripremao invaziju Britanije.  Njegovo delo nije imalo samo deskriptivni opis, već je predstavljalo i geografsku teorijsku raspravu.
Mele je uvao pretpostavku o postojanju nepoznatog sveta — misterioznog kontinenta, tada starom svetu nepoznate polovine Zemlje, koju je nazvao lat. Antichtones.
Mela je poznat kao jedan od prvih antičkih autora koji je opiso obale Baltičkog mora, i koji je po njegovom mišljenju predstavljao zaliv (Codanus sinus), Skandinaviju, koja je po njegovom mišljenju bila ostrvo (Codanovia).
Vremenske zone po Pomponiju
Mela je takor svet podelio u pet klimatskih zona, od kojih su samo dve - severna umerena i južna umerena - bile pogodne za ljudski život. Verovao je kako ljudi koji žive u severnoj umerenoj zoni nikada neće doći do južne umerene zone s obzirom na ekstremno toplu zonu nepodnošljive vrućine koja ih deli.
Pomponijevi podaci o geografskom položaju Srba
Jedan vek pre Ptolomeja dragocene podatke o geografskom položaju Srba u prikavkaskom basenu ostavio je za sobom Pomponije Mela, rimski geograf, koji je 43. godine n. e. napisao delo u tri knjige pod nazivom „Opis zemlje”. U njemu postoje saznanja daleko starija od samog Mele, računajući i ona u kojima,  na istočnom crnomorskom primorju navode, pored ostalih plemena i pleme Serr, (koji se  ovim imenom na mnogo mesta označavaju upravo Srbi). Pomponije Mela pominje i naselje Serbinos/ Servinos u Panoniji.
Svojevremeno je na Balkanu i Herodot određenu planinu (koja se može locirati kao današnja planina Balkan) nazvao Monte Serrorum.  Nešto južnije Herodot navodi još jedan toponim (Tribalska ravnica), koji upućuje na Srbe koji su dugo vremena u različitim izvorima nazivani Tribalima. Brojni istraživači i proučavaoci Herodotovog dela jednoglasni su u zaključku da pojam Tribalska ravnica podrazumeva Podunavlje i Srem.

## Literatura
- Gunnar Ranstrand: Textkritische Beiträge zu Pomponius Mela. Almquist & Wiksell, Stockholm 1971.
- Frank E. Romer: Pomponius Mela's description of the world. University of Michigan Press, Ann Arbor 1998.
- Renate Frohne: Das Welt und Menschenbild des St.Galler Humanisten Joachim von Watt / Vadianus (1484–1551) - Dargestellt anhand ausgewählter Exkurse in den Scholien zu Pomponius Mela: De chorographica, Basel 1522 (2te Auflage, Gardez-Verlag 2010).